# (3761) Romanskaya
(3761) Romanskaya (1936 OH) – planetoida z pasa głównego asteroid okrążająca Słońce w ciągu 5,51 lat w średniej odległości 3,12 j.a. Odkrył ją Grigorij Nieujmin 25 lipca 1936 roku.